# Генеральний прокурор штату Каліфорнія
Генеральний прокурор штату Каліфорнія — головний юридичний представник американського штату Каліфорнія. Обов'язком цього посадовця є забезпечення того що "закони штату виконуються однаково і адекватно" (Конституція штату Каліфорнія, стаття V, розділ 13). Генеральний прокурор штату Каліфорнія очолює Департамент юстиції штату Каліфорнія, аналогічно до того, як Генеральний прокурор США очолює Міністерство юстиції США. В цьому департаменті працює близько 1100 прокурорів та близько 3700 працівників, які не є прокурорами.
Генеральних прокурорів штату Каліфорнія обирають на чотирирічні терміни, при цьому одна людина не може бути Генеральним прокурором більше ніж протягом двох термінів. Генерального прокурора обирають на загальних виборах штату разом із Губернатором, Віцегубернатором, Аудитором, Секретарем штату, Скарбником, Суперінтендантом громадської освіти та Комісаром із страхування.

## Обов'язки
Відповідно до конституції штату, Кодексу цивільних процедур Каліфорнії та Урядового кодексу Каліфорнії, Генеральний прокурор:
- Як головний юридичний посадовець штату, забезпечує рівне та адекватне виконання законів штату.[1]
- Очолює Департамент юстиції, який відповідає за надання юридичних послуг уряду штату та допомогу місцевим правоохоронним органам.[2]
- Виступає головним захисником уряду штату Каліфорнія у судових справах.[3]
- Здійснює нагляд за правоохоронними органами, включаючи окружних прокурорів та шерифів.

## Історія
Хоч Офіс Генерального прокурора штату Каліфорнія бере свій початок із прийняття Каліфорнії до союзу як штату в 1850 році, Офіс в його сучасному вигляді був створений відповідно до Конституційної поправки №4 в 1934 році, яку просував Ерл Воррен, Окружний прокурор округу Аламіда. Це була одна з чотирьох його конституційних пропозицій, направлених на суттєве реформування юридичної та правоохоронної сфери штату. До того, генеральним прокурорам бракувало юрисдикції над справами, які перебували в юрисдикції місцевих виборних окружних прокурорів та шерифів. Ерл Воррен сам був обраний Генеральним прокурором в 1938 році, і зайнявся реорганізацією правоохоронної системи штату.

## Деякі генеральні прокурори
- Хав'єр Бесерра (2017—2021)
- Камала Гарріс (2011—2017)
- Джеррі Браун (2007—2011)
- Джордж Докмеджян (1979—1983)
- Ерл Воррен (1939—1943)